# Aloe austroarabica
Aloe austroarabica (укр. Алое австроарабіка, Алое південноаравійське)  — сукулентна рослина роду алое.

## Етимологія
Видова назва походить від місця зростання цієї рослини на півдні Саудівської Аравії, від лат. auster — південь і лат. arabicus — аравійське.

## Морфологічні ознаки
Рослини утворюють одиночні розетки 50-80 см із сірозеленого зі слабкими білими плямами листя. Квітки червоні. Період цвітіння — червень-липень.

## Історія
Цей вид алое знайдений у квітні 1994 року в провінції Асір, за 17 км від міста Абха, на висоті 1 100 метрів над рівнем моря. Вперше описаний у червні 2007 року Томом Маккоєм і Джоном Лавраносом, в журналі Американського товариства любителеів кактусів і сукулентів (англ. Cactus and Succulent Society of America) «Cactus and Succulent Journal».

## Місця зростання
Зростає на півдні Аравійського півострова в Саудівській Аравії і Ємені. Ендемічна рослина Аравійського півострова.

## Охоронні заходи
Цей вид занесений до Червоної книги зникаючих рослин Ємену.